# Robert Adamson (filósofo)
 Robert Adamson  (Fife, Escocia, 19 de enero de 1852 - 8 de febrero de 1902) fue un filósofo británico. 
Representante de la escuela neocrítica criticista, orientada hacia el empirismo

## Obras
Los siguientes fueron publicados, ya sea en su vida o después de su muerte.
- The Development of Greek Philosophy 1908
- The Development of Modern Philosophy and Other Essays 1903
- Roger Bacon 1876
- On the Philosophy of Kant 1879
- Fichte 1881
- On the Philosophy of Kant 1879